# Rhantus papuanus
Rhantus papuanus foi uma espécie de escaravelho da família Dytiscidae.
Foi endémica da Papua-Nova Guiné.